# Нобелевская ассамблея при Каролинском институте
Нобелевская ассамблея — организация при Каролинском медико-хирургическом институте Стокгольма, присуждающая Нобелевскую премию по физиологии или медицине. В Нобелевскую ассамблею входит 50 профессоров в медицинских дисциплинах в Каролинском королевском институте (до 1984 года все профессора университета были членами комитета). Формально, с 1977 года, ассамблея не является частью института..

### Нобелевский комитет
Рабочий орган ассамблеи — Нобелевский комитет, в состоящий из пяти человек, которых ассамблея избирает из своих членов на три года. 
Комитет отбирает  претендентов, и несколько раз в год Ассамблея собирается для обсуждения. В первый понедельник октября большинством голосов избирается лауреат.